# AS Gubbio 1910
AS Gubbio 1910 är en italiensk fotbollsklubb, som bildades 1910. Klubben har som bäst spelat i Serie B, första gången säsongen 1947/1948 och senast 2011/2012. Gubbio spelar säsongen 2013/2014 i Lega Pro Prima Divisione.

## Kända spelare
Se också Spelare i Gubbio
- David Löfquist